# TV Boy
 (août 2020).
Si vous disposez d'ouvrages ou d'articles de référence ou si vous connaissez des sites web de qualité traitant du thème abordé ici, merci de compléter l'article en donnant les références utiles à sa vérifiabilité et en les liant à la section « Notes et références ».
Ne doit pas être confondu avec Tvboy.
La TV Boy est une console de jeux vidéo qui reprend 126 jeux compatibles avec l'Atari 2600. La console inclut en fait 128 programmes et le premier est le menu qui permet d'accéder aux 126 jeux. Celui qui reste est un programme de test.
Cette machine fut principalement vendue en France et en Grande-Bretagne au prix initial de 390 francs. C'est un mélange entre une console portable et une console de salon. En effet, sa petite taille permet de la prendre en main et de l'utiliser comme une manette de jeu. L'affichage se fait sur téléviseur avec lequel la console communique soit sans fil à l'aide d'une antenne, soit par une prise péritel, selon les versions.

## Matériel
Ressemblant à une grande manette, le système se branche à un téléviseur et fonctionne soit avec quatre piles AA, soit avec une alimentation de 6 V (centre négatif). La seule différence entre un TV Boy et un TV Boy II est que le premier possède deux ports joystick 9 broches de type Atari 2600 pour l'utilisation facultative de manettes externes. Cela est valable pour les modèles Systema et NICS, mais pas pour la version d’Akor, qui ne dispose d’aucun port externe. Le TV Boy II ne permettant pas l'utilisation de manettes externes, seul un joueur peut jouer à l’aide de la manette intégrée.
Certaines versions du TV Boy, mais pas toutes, possèdent un cavalier NTSC/PAL sur la carte mère. Il n’existe aucun port cartouche pour ajouter d'autres jeux.

## Jeux
Le système contient une ROM de 512 Ko, regroupant 128 programmes. L’un d’eux sert à sélectionner les autres, donc seuls 127 jeux sont véritablement inclus. Aucun de ces jeux ne fait usage d’un système de ROM paginée.
Tous les jeux sont des adaptations de titres originaux de l’Atari 2600, provenant d’éditeurs tels qu’Atari, Activision ou Mattel, modifiés pour retirer les mentions de copyright ou tout élément démontrant la propriété intellectuelle. Par exemple, les barres colorées du logo Activision subsistent dans certains jeux, mais le nom de l’entreprise est supprimé. Des titres faux ou ambigus comme Mad Kong (pour Donkey Kong) ou The Flying Man (pour Superman) apparaissent sur l’emballage et dans le manuel.
Dans les versions britanniques, un jeu initialement présent dans le TV Boy a été retiré du TV Boy II : le jeu n°91, Protection (Defender). Aucun autre jeu ne l’a remplacé, laissant un emplacement vide, ce qui fait du TV Boy II une console à 126 jeux. Le Super TV Boy a comblé cet espace avec Winter Adventure (Mountain Man). En outre, trois jeux ont été remplacés dans la version britannique : Maze Town (Maze Craze) par Full Attack, Football (Pele’s Soccer) par Besieged (Z-Tack), et Duel (Outlaw) par Laser Attack (Laser Blast).
Certains jeux présentent des graphismes légèrement modifiés, notamment au niveau des couleurs. Par exemple, Pitfall! (renommé Forest Walk) se déroule dans une forêt bleue, car les ROM utilisées sont des versions NTSC jouées sur une console PAL.

### Liste des jeux inclus
Voici la liste complète des 127 jeux inclus dans le TV Boy, accompagnés de leur équivalent original connu sur Atari 2600 :

### Liste complète des jeux inclus
- Desert Strike – Chopper Command (Activision) – 1982 (001)
- River Raid – River Raid (Activision) – 1982 (002)
- Pacmania[4] – Pac‑Man (Atari) – 1981 (003)
- Wolf Fight – Pooyan (Konami) – 1983 (004)
- Star Force – Earth Dies Screaming (20th Century Fox) – 1983 (005)
- Asteroid – Mission 3000 (Puzzy/Bit) – version PAL uniquement – 1983 (006)
- Space 2010 – Demon Attack (Imagic) – 1982 (007)
- Invasion – Space Invaders (Atari) – sortie originale 1978, porté en 1980 (008)
- Motocross – Motocross (Suntek) – année inconnue (009)
- The Frogs – Frogs and Flies (M Network) – 1982 (010)
- Helicopter Squad – Time Warp (Funvision) – 1982 (011)
- The Birds – Krieg Der Stern (Suntek) – année inconnue (012)
- The Jungle – Mr. Postman (Puzzy/Bit) – 1983 (013)
- Submarine – Katastrophen‑Einsatz (version allemande de M*A*S*H) (014)
- Pacmania (2) – Jawbreaker (Tigervision) – 1982 (015)
- River Crossing – Frogger (Parker Bros.) – 1983 (016)
- Tank Battle – Thunderground (Sega) – 1983 (017)
- Fire! – Fire Fighter (Imagic) – 1982 (018)
- Forest Walk – Pitfall! (Activision) – 1982 (019)
- The Sharks – Seaquest (Activision) – 1983 (020)
- Pin Ball – Video Pinball (Atari) – 1980 (021)
- Sea Hunter – Sub Scan (Sega) – 1983 (022)
- Dragon Treasure – Dragonfire (Imagic) – 1982 (023)
- The Dentist – Plaque Attack (Activision) – 1983 (024)
- Mad Kong – Donkey Kong (Coleco) – 1982 (025)
- The Gardener – Gopher (US Games) – 1982 (026) *(non présent sur tous les modèles)*
- Forest Battle – Nuts (Technovision) – version PAL uniquement, 1983 (027)
- Space Conquest – Flash Gordon (20th Century Fox) – 1983 (028)
- F1 Race – Enduro (Activision) – 1983 (029)
- Treasure – Criminal Pursuit (ZiMAG/Vidco/Emag) – année inconnue (030)
- Symbols – I.Q. Memory Teaser (Suntek) – 1983 (031)
- The Hen House – Farmyard Fun (Suntek) – version PAL uniquement, année inconnue (032)
- Rescue – Zoo Fun (Suntek) – 1983 (033)
- Duck Pass – Challenge (Funvision) – 1980 (034)
- Thief! – Keystone Kapers (Activision) – 1983 (035)
- Bowling – Bowling (Atari) – 1979 (036)
- Brick Wall – Circus Atari (Atari) – 1980 (037)
- Rodeo – Stampede (Activision) – 1981 (038)
- Space Battle – M.A.D. (US Games) – 1982 (039)
- Parachute – Parachute (Suntek) – 1983 (040)
- Monsters – Berzerk (Atari) – 1982 (041)
- Lost Ships – Worm War I (Sirius-Fox) – 1982 (042)
- The Maze – Dodge 'Em (Atari) – 1980 (043)
- Around The World – Bobby Is Going Home (Puzzy/Bit) – version PAL uniquement, 1983 (044)
- The Ladder – Master Builder (Spectravision) – 1983 (045)
- Rambler – Walker (A.K.A. Clown Down Town) (Suntek) – 1983 (046)
- Space Defence – UFO Patrol (Suntek) – 1983 (047)
- Evil Fighter – Immies & Aggies (A.K.A. Spectracube Invasion) (ZiMAG/Vidco/Emag) – 1983 (048)
- Flying saucers – Great Escape (Bomb) – 1983 (049)
- Town Attack – Z-Tack (Bomb) – 1983 (050)
- Fire Dragon – Dragon Defender (Suntek) – 1983 (051)
- Chinese Plates – Dancing Plate (Puzzy/Bit) – 1983 (052)
- Rivercross – Frostbite (Activision) – 1983 (053)
- Base Defenses – Commando Raid (Vidtec) – 1982 (054)
- Wolf! – Oink! (Activision) – 1983 (055)
- The Mouse – Snail Against Squirrel (Puzzy/Bit) – version PAL uniquement – 1983 (056)
- Maze Town – King Kong (Tigervision) – 1982 (057)
- Ice Polo – Ice Hockey (Activision) – 1981 (058)
- Tennis – Tennis (Activision) – 1981 (059)
- Sea War – Sea Monster (Puzzy/Bit) – 1982 (060)
- Volley Ball – Realsports Volleyball (Atari) – 1982 (061)
- Evil Attack – Spider Fighter (Activision) – 1983 (062)
- Rocket – Missile Control (Video Gems) (Atari) – version PAL uniquement – 1983 (063)
- Besieged – Wall Defender (Bomb) – non présent sur tous les modèles – 1983 (064)
- The Spider – Amidar (Parker Bros.) – 1982 (065)
- Fly in the Sky – Barnstorming (Activision) – 1982 (066)
- Car Race – Grand Prix (Activision) – 1982 (067)
- The Flying Man – Superman (Atari) – 1979 (068)
- Robot Attack – Space Robot (Dimax) – version PAL uniquement – 1983 (069)
- Robot City – Lock 'n' Chase (M Network) – 1982 (070)
- The Ghosts – Venture (Coleco) – 1982 (071)
- Space Ship – Cosmic Ark (Imagic) – 1982 (072)
- Tank Action – Strategy X (Konami) – 1983 (073)
- Laser Ship – Cross Force (Spectravision) – 1982 (074)
- One Against all – Planet Patrol (Spectravision) – 1982 (075)
- Golf – Golf (Atari) – 1980 (076)
- Robot Strike – Star Wars: The Empire Strikes Back (Parker Bros.) – 1982 (077)
- Street Battle – Dark Cavern (M Network) – 1982 (078)
- Tunnel – Pharaoh's Curse (TechnoVision) – 1983 (079)
- Operation Thunderstorm – Turmoil (20th Century Fox) – 1982 (080)
- Sky Squadron – Tac-Scan (Sega) – 1983 (081)
- Spiderman – Spider-Man (Parker Bros.) – 1982 (082)
- Maze Craze – Bank Heist (20th Century Fox) – 1983 (083)
- Earth 2010 – Space Cavern (Apollo) – 1981 (084)
- The Shield – Spacemaster X-7 (20th Century Fox) – 1983 (085) (?)
- Sea Warp – Atlantis (Imagic) – 1982 (086)
- Holy Ghost – Open, Sesame! (Puzzy/Bit) – 1982 (087)
- Funfair Rifle Range – Carnival (Coleco) – 1982 (088)
- Laser Tank – Threshold (Tigervision) – 1982 (089)
- Luke and the Monsters – Fast Eddie (20th Century Fox) – version modifiée – 1982 (090)
- Protection – Defender (Atari) – 1981 (091)
- Tic-Tac-Toe – 3-D Tic-Tac-Toe (Atari) – 1980 (092)
- UFO Ship – Assault (Bomb) – 1983 (093)
- Birds of Prey – Condor Attack (Ultravision) – 1982 (094)
- Deep-Sea Fishing – Name This Game (US Games) – 1982 (095)
- Spider King – Pac-Kong (Funvision) – version PAL uniquement (096)
- The Crabs – Crackpots (Activision) – 1983 (097)
- Billiard – Trick Shot (Imagic) – 1982 (098)
- Moon Driver – Gas Hog (Spectravision) – 1983 (099)
- Tank Battle in The Streets – Phantom Tank (Puzzy/Bit) – 1982 (100)
- Squash – Racquetball (Apollo) – 1981 (101)
- Tunnel Battle – Laser Gates (Imagic) – 1983 (102)
- Space Exploration – Cosmic Creeps (Telesys) – 1982 (103)
- King Building – Robin Hood ou Save Our Ship (Technovision) – version PAL uniquement – 1983 (104)
- Galaxy 2 – Challenge of NEXAR (Spectravision) – 1982 (105)
- Tom's Adventure – Panda Chase (Home Vision) – 1983 (106)
- Moto Kid – Mega Force (20th Century Fox) – 1982 (107)
- Karate – Karate (Ultravision) – 1982 (108)
- Sky Destroyer – Missile Command (Atari) – 1981 (109)
- Fighter Pilot – Air Raiders (M Network) – 1982 (110)
- Pacific War – Seahawk (Sancho / Tang's Electronic Co.) – 1982 (111)
- Robot Alert! – Hey! Stop! (Suntek) – (112)
- The Vulture – Tuby Bird (Suntek) – (113)
- Submarine Fishing – Bi! Bi! (Rainbow Vision) – (114)
- River Fishing – Fishing Derby (Activision) – 1980 (115)
- Traffic – Freeway (Activision) – 1981 (116)
- UFO Attack – Space Jockey (Vidtec) – 1982 (117)
- Game of Draughts – Checkers (Activision) – 1980 (118)
- Duel – Outlaw (Atari) – 1978 (119)
- Ottello – Othello (Atari) – 1980 (120)
- Sidereal attack – Cosmic Swarm (CommaVid) – 1982 (121)
- Ski – Skiing (Activision) – 1980 (122)
- Invaders – Astro War (Dimax) – version PAL uniquement – année inconnue (123)
- The Trap – Gangster Alley (Spectravision) – 1982 (124)
- Elevator – Infiltrate (Apollo) – 1981 (125)
- Hamburger – Fast Food (Telesys) – 1982 (126)
- Invader – Megamania (Activision) – 1982 (127)